# دامیان ویتاشک

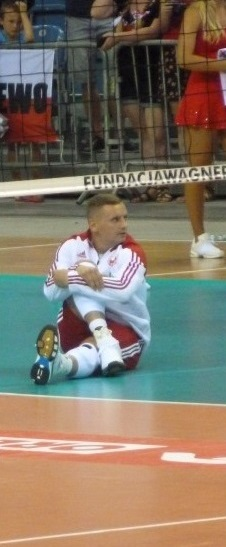
دامیان وُیتاشِک (انگلیسی: Damian Wojtaszek؛ زادهٔ ۷ سپتامبر ۱۹۸۸) والیبالیست اهل لهستان، عضو تیم ملی لهستان و باشگاه یازچمبسکی ونگل است.
دامیان در لیگ قهرمانان اروپا ۲۰۱۴ به عنوان بهترین لیبرو مسابقات انتخاب شد و با ونگ به قهرمانی دست یافت.